# Valin
Valin (Val, V) esencijalna aminokiselina (ljudski organizam je ne može sitetitizirati). 2-amino-3-metilbutanska kiselina (2-aminoizovalerijanska kiselina) ima razgranat ugljikov lanac (kao i leucin i izoleucin).
Kemijska formula: (CH3)2CHCHNH2COOH
Izvor valina u prehrani je riba, sir, perad, i neke sjemenke.